# لياندرو
لياندرو (بالبرتغالية: Weverson Leandro Oliveira Moura) (12 مايو 1993 في برازيليا في البرازيل - )؛ هو لاعب كرة قدم كان يلعب كلاعب وسط. يلعب مع منتخب البرازيل لكرة القدم منذ عام 2013.

## وصلات خارجية
- لياندرو على موقع رابطة كرة القدم اليابانية للمحترفين (اليابانية)
- لياندرو على موقع قاعدة بيانات كرة القدم.إي يو (الإنجليزية)
- لياندرو على موقع ليكيب (الفرنسية)
- لياندرو على موقع ناشيونال فوتبول تيمز (الإنجليزية)
- لياندرو على موقع Soccerway.com (الإنجليزية)
- لياندرو على موقع عالم كرة القدم.نت (الإنجليزية)

- National Football Teams